# Suzuki Kei
Suzuki Kei (яп. スズキ・Kei (ケイ), Suzuki Kei) — кей-кар, выпускавшийся с 1998 по 2009 год японской компанией Suzuki.

## Описание
Впервые Suzuki Kei был представлен 7 октября 1998 года. Первоначально автомобиль выпускался только в кузове трёхдверный хетчбэк, а в третьем квартале 1999 года был представлен пятидверный хетчбэк.
В конце 2000 года от трёхдверного хетчбэка отказались. В 2001 году приборная панель Suzuki Kei была обновлена.
С 1999 по 2006 год компания Mazda выпускала ребеджинговую версию, получившую название Mazda Laputa (яп. マツダ・ラピュタ, Matsuda Rapyuta).

## Технические характеристики

### Атмосферный двигатель R3
- Объём: 658 см3[11]
- Клапанов на цилиндр: 4
- Клапанный механизм: DOHC
- Диаметр цилиндра × ход поршня: 68 мм × 60,4 мм
- Степень сжатия: 10,5:1
- Мощность: 40 кВт (54 л. с.) при 6500 об/мин
- Крутящий момент: 63 Н⋅м при 3500 об/мин

### R3 Turbo
- Степень сжатия: 8,4:1[12]
- Мощность: 47 кВт (64 л. с.) при 6500 об/мин
- Крутящий момент: 106 Н⋅м при 3500 об/мин

## Галерея

### Suzuki Kei

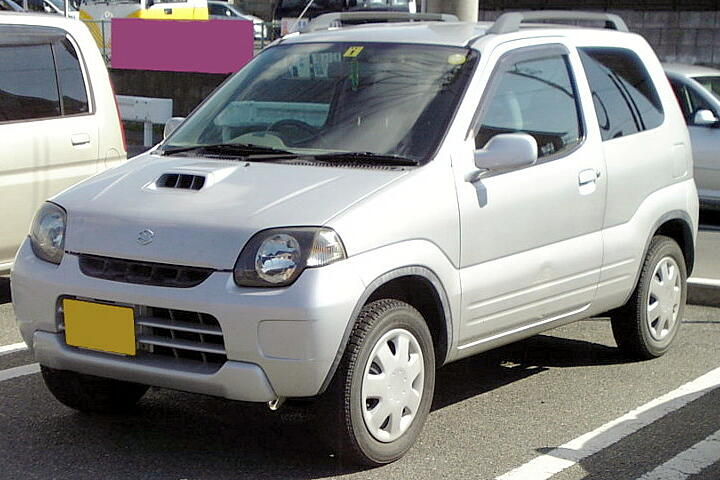
1998—2000 Suzuki Kei
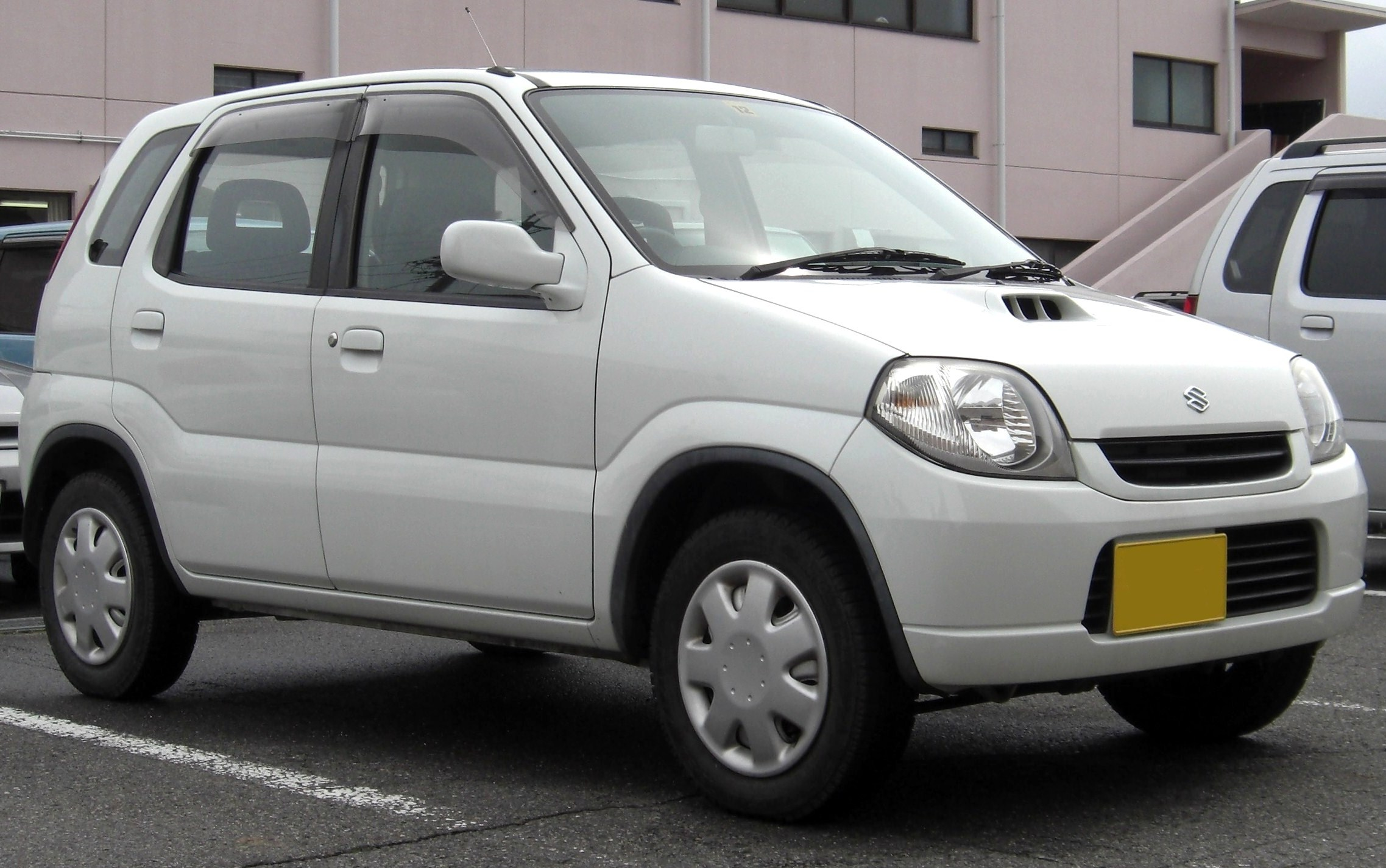
2000—2006 Suzuki Kei
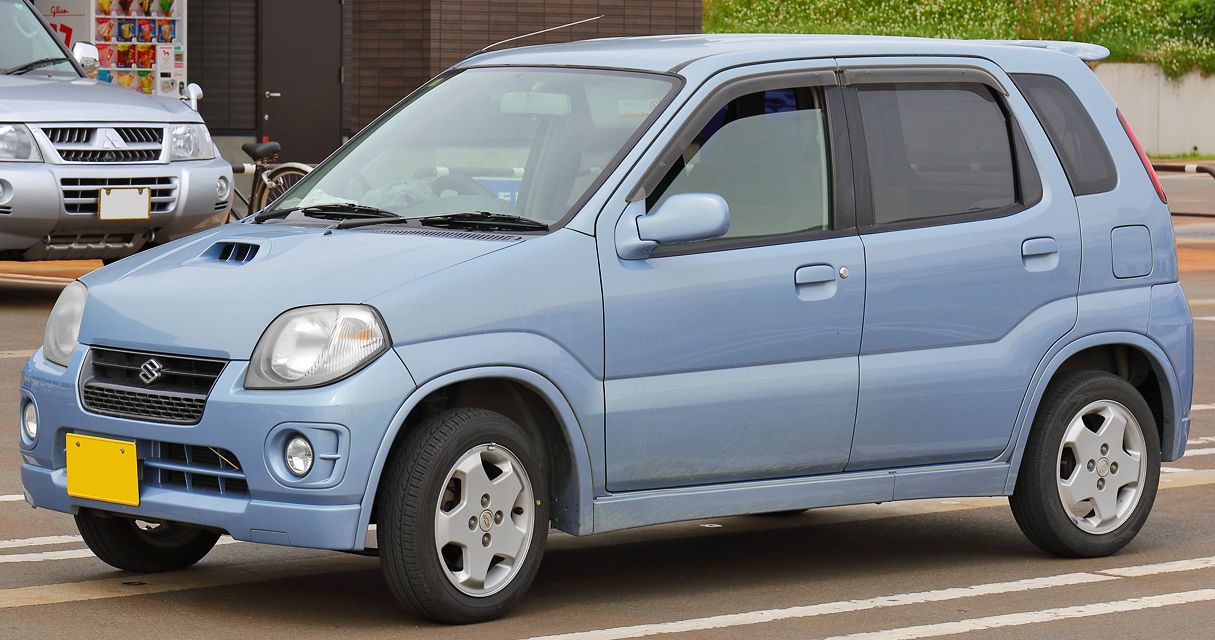
2000—2002 Suzuki Kei Sport
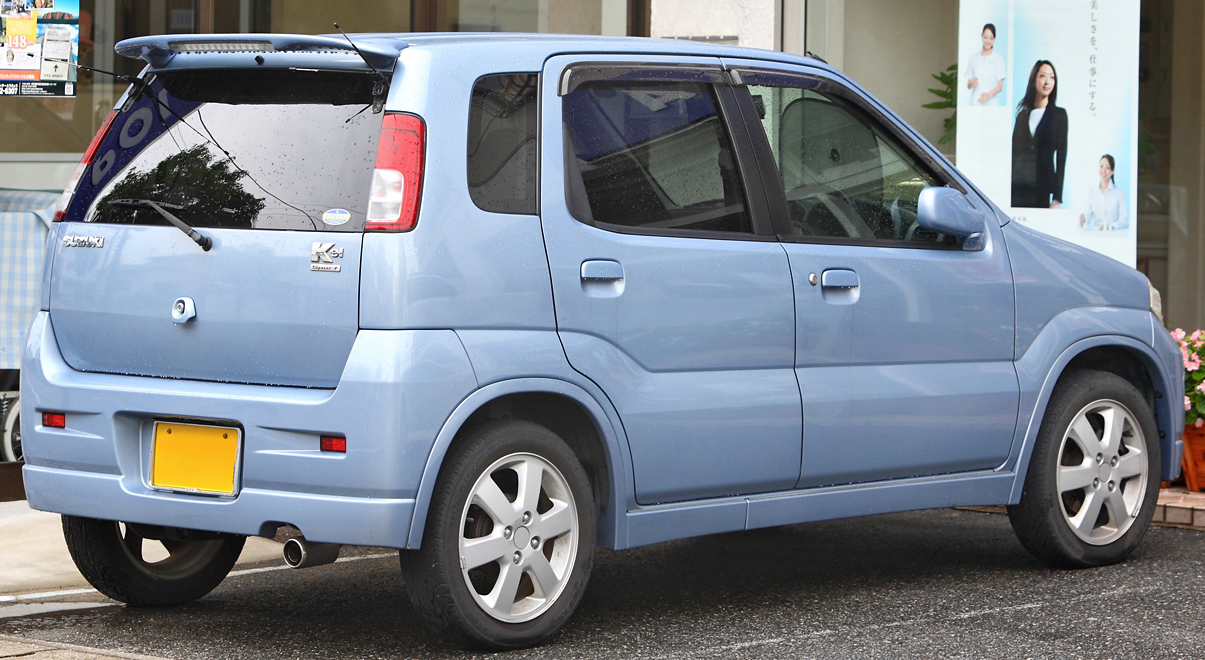
2000—2002 Suzuki Kei Sport
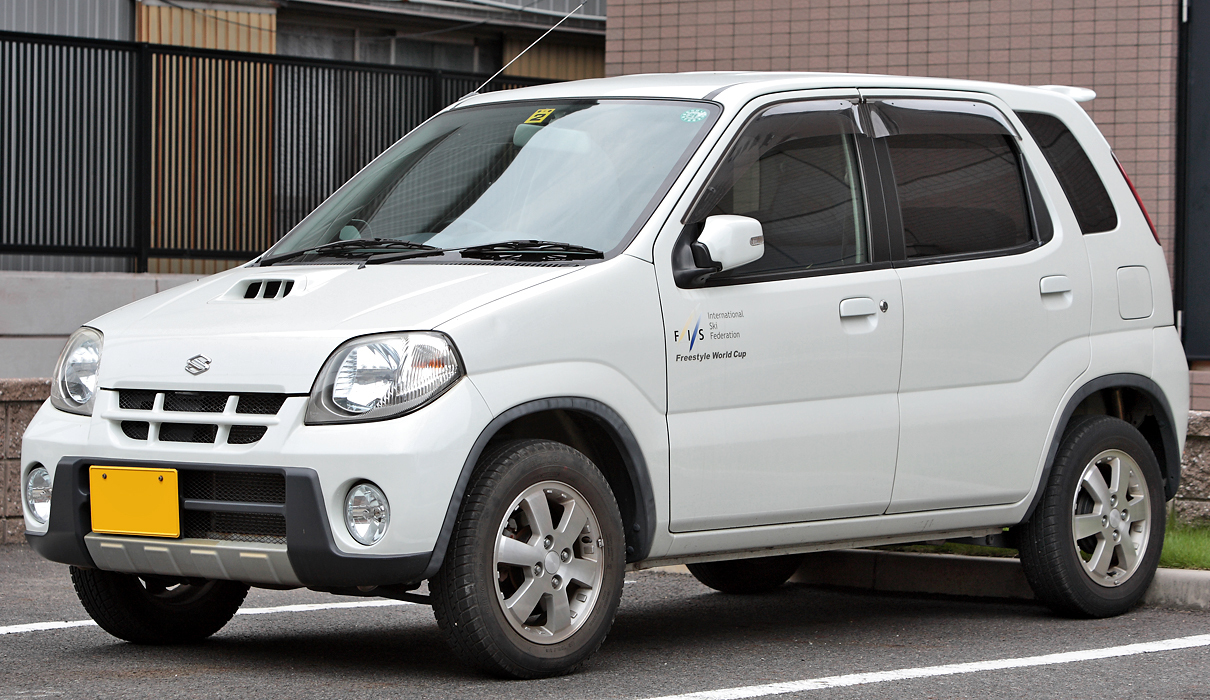
2002 Suzuki Kei FIS Freestyle World Cup
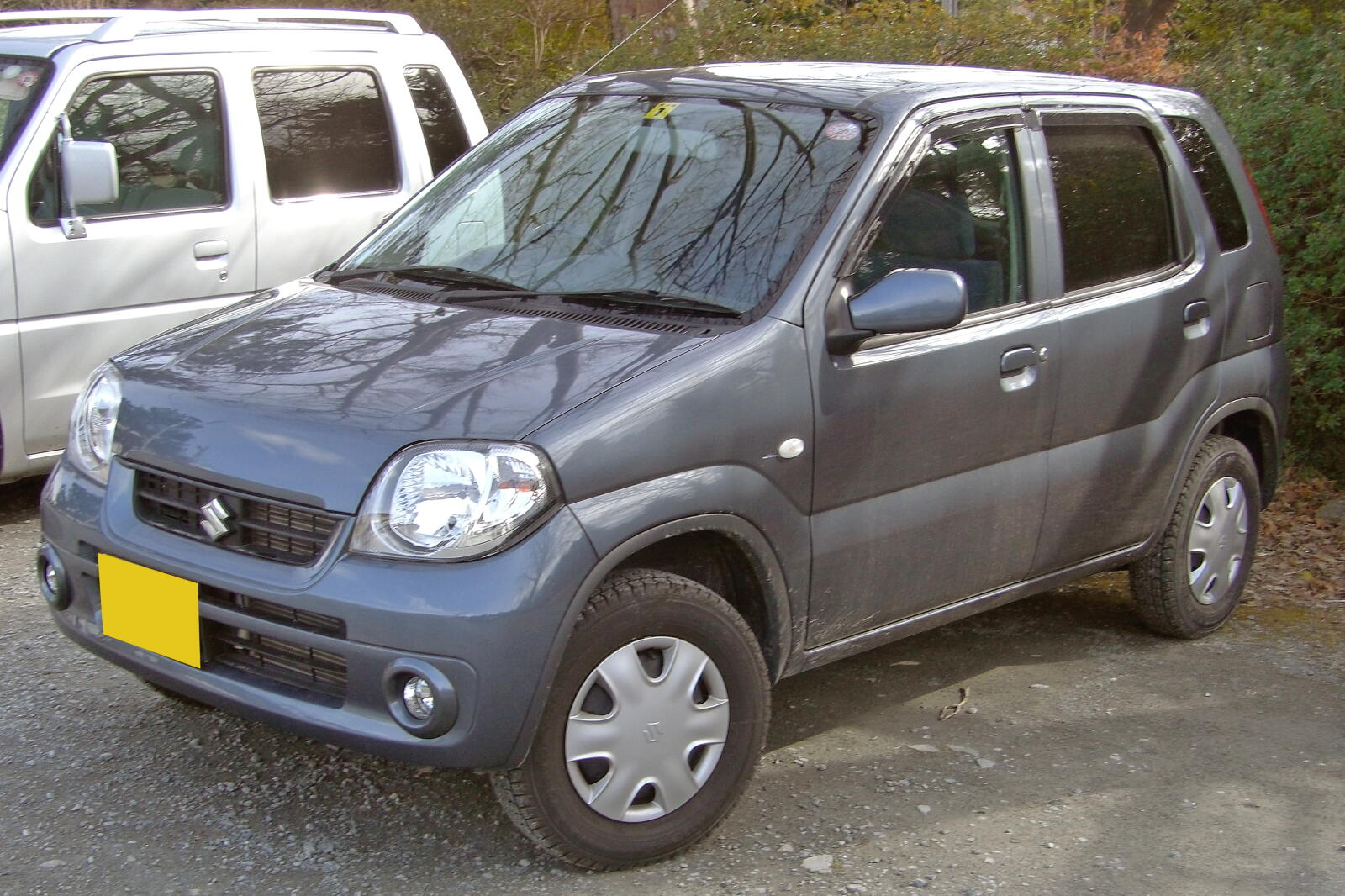
2006—2009 Suzuki Kei
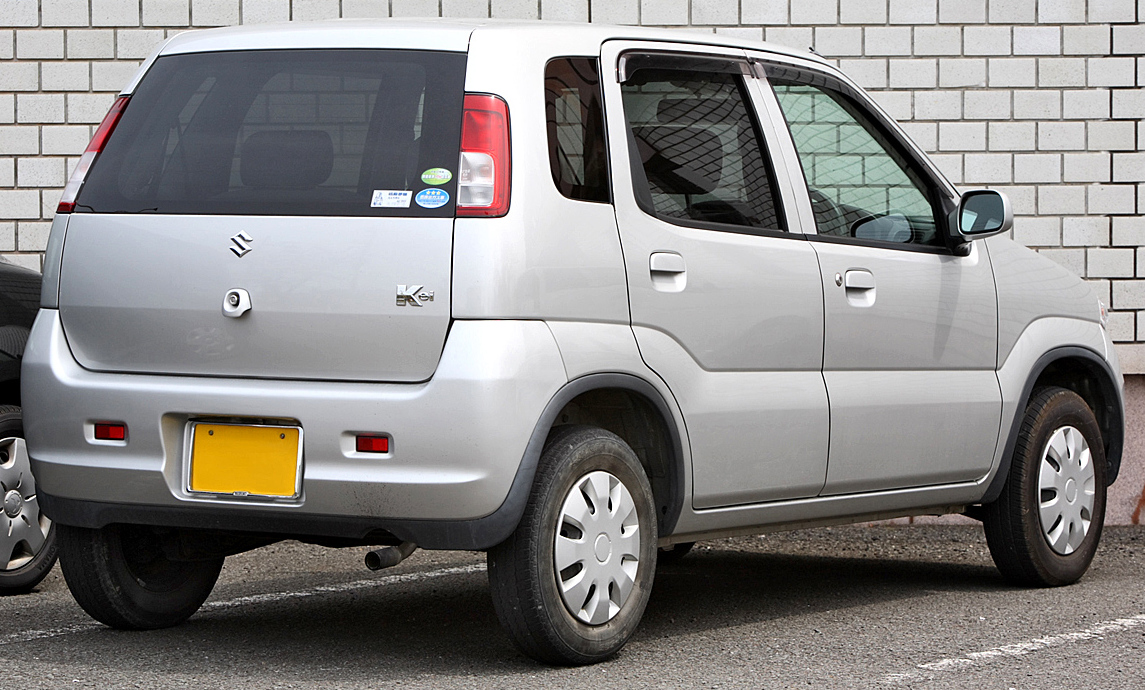
2006—2009 Suzuki Kei
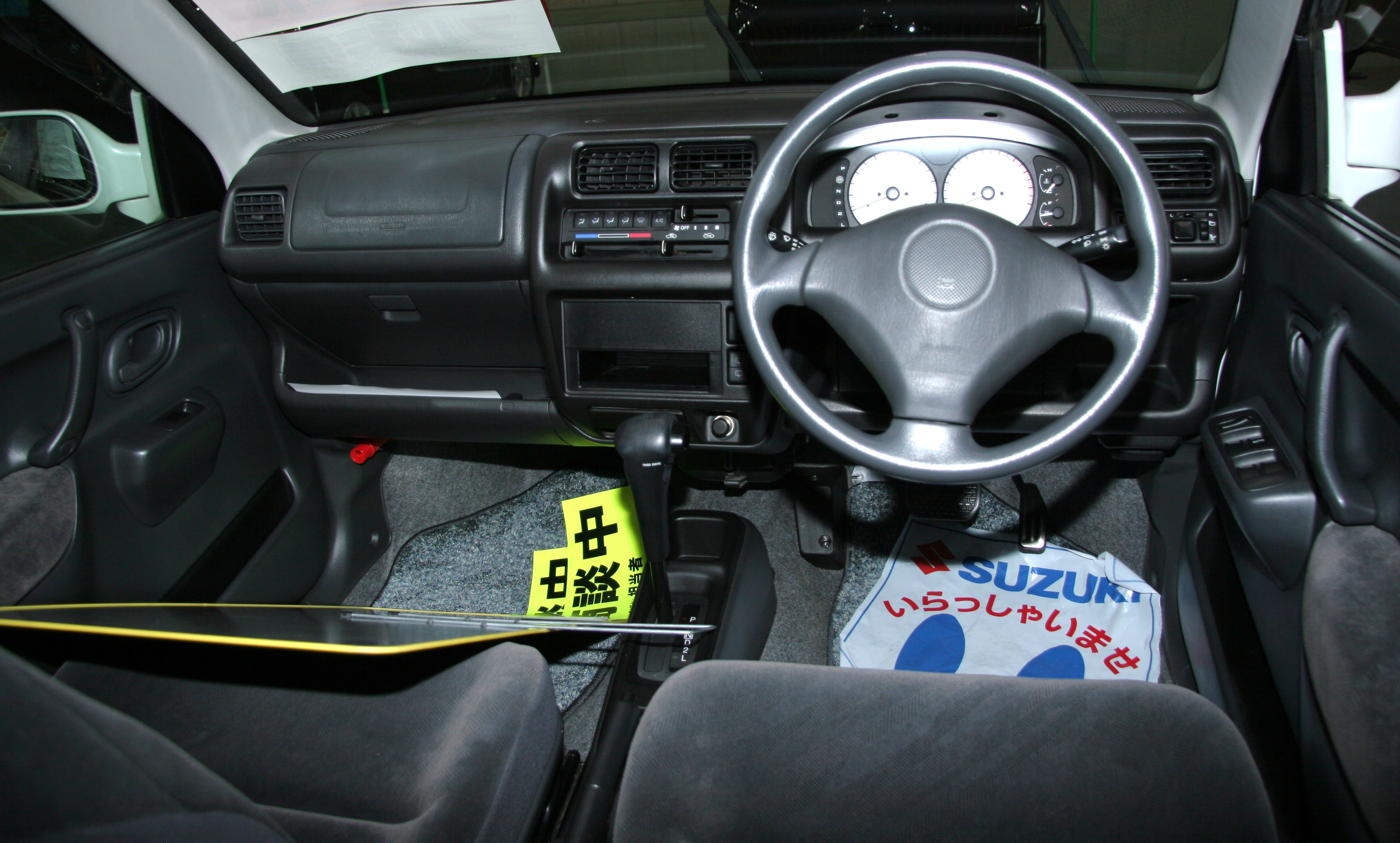
Интерьер

### Mazda Laputa

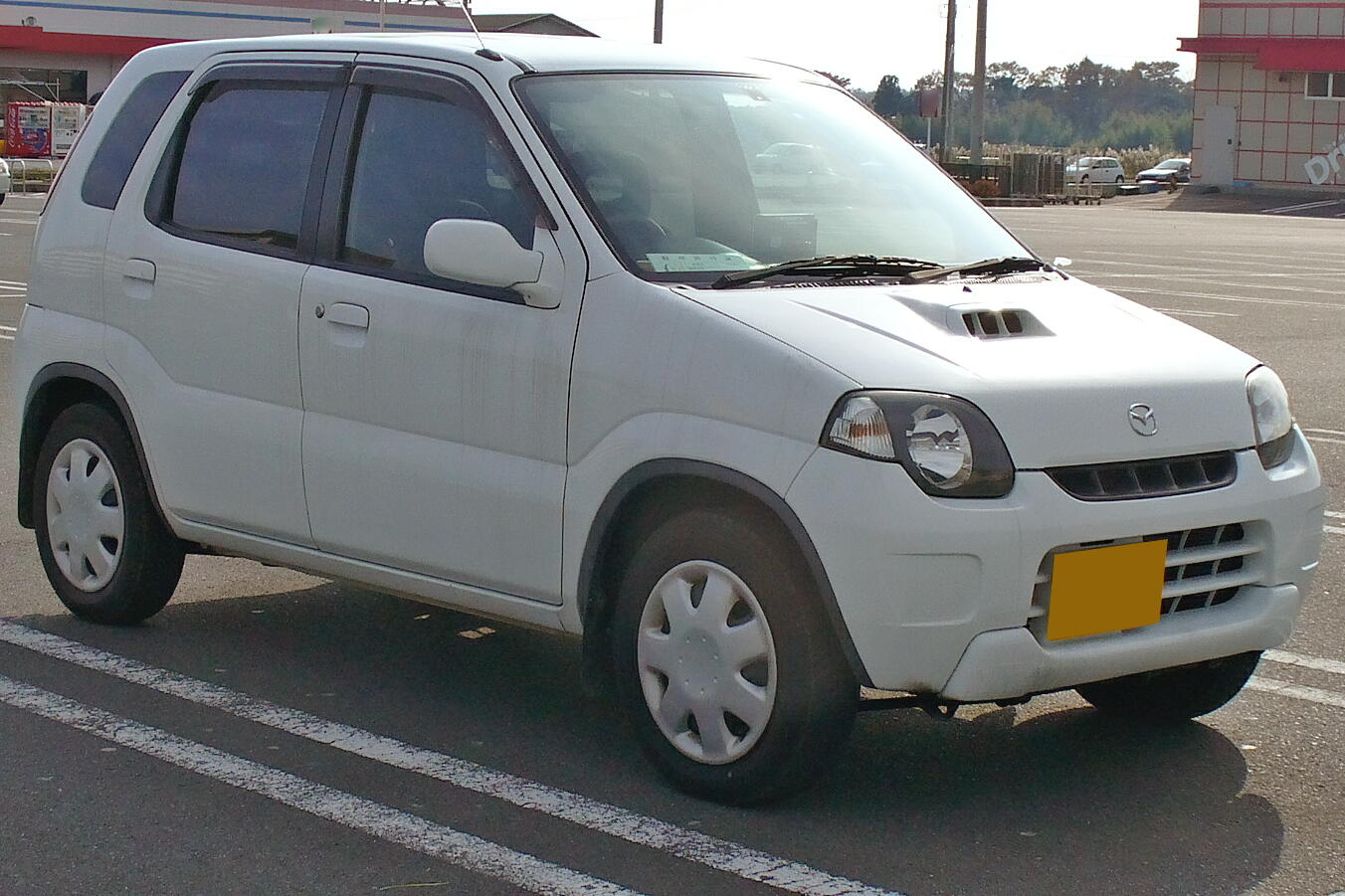
1999—2000 Mazda Laputa
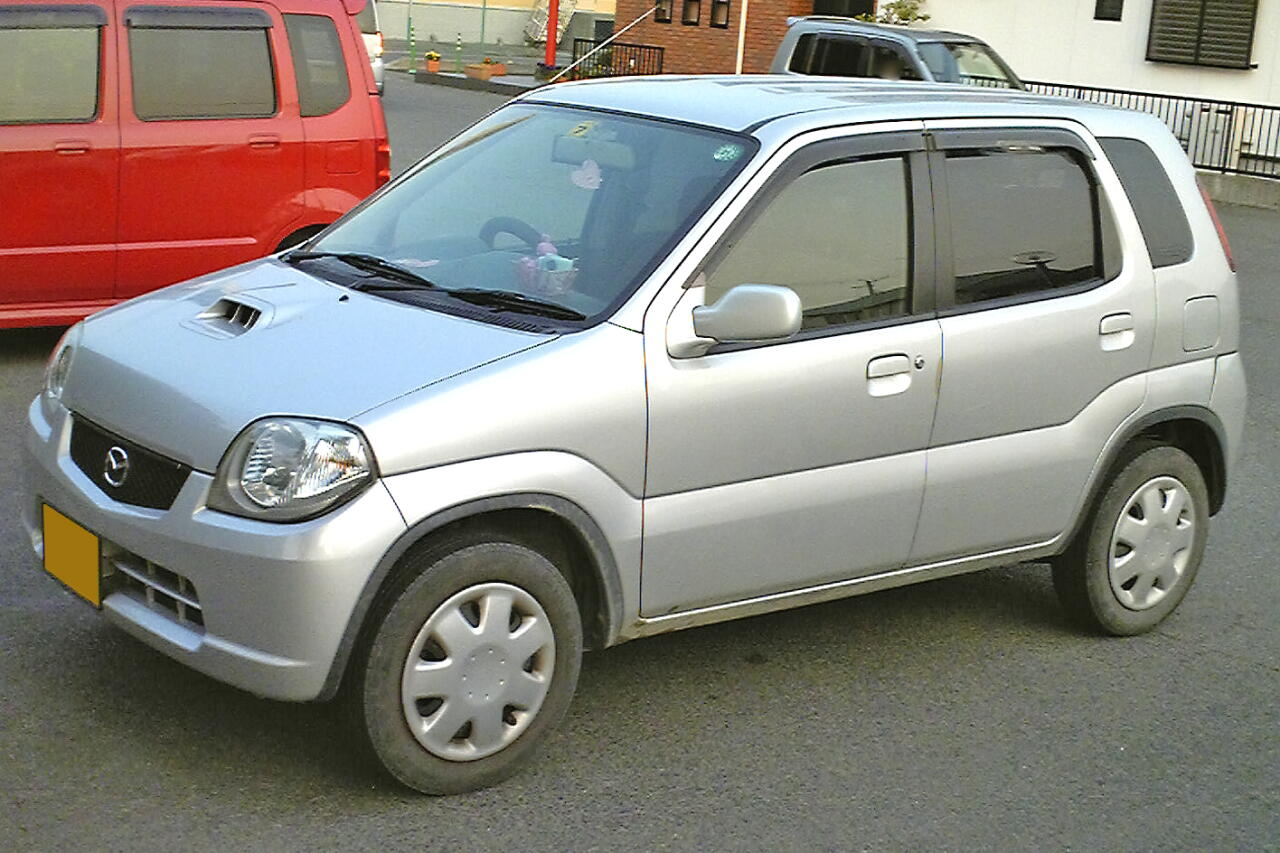
2000—2006 Mazda Laputa